# Wilmington (Delaware)
Wilmington – miasto w Stanach Zjednoczonych, w stanie Delaware, port nad rzeką Delaware, w regionie metropolitalnym Filadelfii. Początki miasta sięgają osady Fort Christina założonej przez kolonizujących Amerykę Szwedów.
Mieszkańcem miasta od 1953 roku jest 46. Prezydent Stanów Zjednoczonych Joe Biden.
W mieście rozwinął się przemysł chemiczny, petrochemiczny, maszynowy, metalowy, lotniczy, samochodowy, skórzany oraz włókienniczy.

## Klimat
Miasto leży w strefie klimatu subtropikalnego, umiarkowanego, łagodnego bez pory suchej i z gorącym latem, należącego według klasyfikacji Köppena do strefy Cfa. Średnia temperatura roczna wynosi 12,4 °C, a opady 1069,3 mm (w tym do 53,3 cm opadów śniegu). Średnia temperatura najcieplejszego miesiąca - lipca wynosi 24,7 °C, natomiast najzimniejszego 0,1 °C. Najniższa zanotowana temperatura wyniosła -25,6 °C a najwyższa 39,4 °C.

## Miasta partnerskie
- Fulda
- Kalmar
- Ningbo
- Watford
- Olevano sul Tusciano
- Oshogbo